# 徳永千帆子
徳永 千帆子（とくなが ちほこ、1973年7月1日 - ）は、元アナウンサーである。

## 来歴・人物
熊本県熊本市出身。熊本県立済々黌高等学校、千葉大学教育学部を卒業後、1998年IBC岩手放送に入社した。2003年に退社した後、上京して圭三プロダクションに所属し、フリーアナウンサーとして活躍したが、2005年にはKAB熊本朝日放送へ移籍した。2013年、自身が番組司会を務めていた情報番組「駅前TVサタブラ」の番組内で、結婚を機に退職することを発表した。

## 過去の担当番組

### IBC時代の担当番組
テレビ
- エクスプレス中継リポーター
- まい土!平徳商店

ラジオ
- お日さまラジオ千帆子もかてて
- ハッピートークさわやか新婚さん

### KAB時代の担当番組
- ふるさと情報局（～2010年3月26日）
- KABニューストレイン（メインキャスター、木曜・金曜）
- 駅前TVサタブラ（番組MC、2010年4月3日-2013年1月26日）
- KABニュース
- アナいち